# Phare de Capo Caccia
Le phare de Cap de Caça o de Capo Caccia (en Catalan alguérois: Far del Cap de Caça, en Italien : Faro di Capo Caccia) est un phare situé sur un promontoire, à l'ouest du port d' Alghero dans la province de Sassari (Sardaigne), en Italie.

## Histoire
Le phare a été construit en 1864 au sommet du promontoire éponyme surplombant la mer, juste au-dessus de la grotte de Neptune reliée par un escalier de 656 marches appelé Escala de Cabirol. La station est un bâtiment blanc de trois étages protégé par une cage de Faraday pour se défendre des coups de foudre. Au-dessus de la maison du gardien se trouve la tour du phare qui a été reconstruite dans les années 1950. Avec une hauteur focale de 186 mètres (650 pieds) ce phare est le plus haut phare d'Italie.
La lanterne a été alimentée par divers combustibles, y compris l'acétylène jusqu'en 1880, puis par pétrole, jusqu'en 1961, puis a été électrifiée. L'optique tournante qui a été construite à Paris par Barbier, Bénard et Turenne en 1951, est équipée d'une lentille de Fresnel, avec quatre déflecteurs à 90°, d'une distance focale de 375 millimètres.
Le phare est entièrement automatisé, même s'il est encore géré par les deux gardiens qui ont également la tâche de maintenir les autres phares le long de la côte ouest de la Sardaigne.

## Description
Le phare se compose d'une tour cylindrique en maçonnerie, de 24 m de haut, avec galerie et lanterne, au coin d'une grande maison de gardiens. La tour, le balcon et la lanterne sont peints en blanc et le dôme de la lanterne est gris métallisé. Il émet, à une hauteur focale de 186 m, un bref éclat blanc toutes les 5 secondes. Sa portée est de 24 milles nautique (environ 45 km).
Identifiant : ARLHS : SAR009 ; EF-1418 - Amirauté : E1124 - NGA : 8276 .

## Caractéristique dufeu maritime
- Période : 5 secondes
  - Dont lumière : 0,2 seconde
  - Dont obscurité : 4,8 secondes

|             |
| Capo Caccia |

|          |
| Le phare |

|                              |
| Vu aérienne du phare en 1966 |

### Lien connexe
- Liste des phares de la Sardaigne